# Abdel-Halim Azzi
Abdel-Halim Azzi (* 23. Dezember 1958) ist ein algerischer Tennisspieler.

## Werdegang
Azzi wurde 1985 und 1986 zweimal in die algerische Davis-Cup-Mannschaft berufen. Er bestritt ein Einzel und zwei Doppel und blieb in diesen Spielen ohne Sieg.